# 勐撒镇
勐撒镇（佤语：meng sax:977），是中华人民共和国云南省临沧市耿马傣族佤族自治县下辖的一个乡镇级行政单位。

## 行政区划
勐撒镇下辖以下地区：
丙令村、芒茂村、城子村、芒枕村、箐门口村、班必村、翁达村、琅琊村和户肯村。